# Eggen och Säljåker
Eggen och Säljåker är en av SCB avgränsad och namnsatt småort i Malung-Sälens kommun i Dalarnas län. Den omfattar bebyggelse i de två orterna belägna i Malungs socken. 